# Vágner Kaetano Pereira
Vágner Kaetano Pereira (ur. 2 grudnia 1980 w São Paulo) – rosyjski futsalista brazylijskiego pochodzenia, zawodnik z pola, gracz Dinamo Moskwa i reprezentacji Rosji. W 2008 roku z osiemnastoma bramkami został królem strzelców Mistrzostw Świata. Dwa razy zdobył wicemistrzostwo Europy (2012, 2014).